# Miguel Chaiwa
Miguel Changa Chaiwa (Luanshya, 7 giugno 2004) è un calciatore zambiano, centrocampista dello Young Boys, e della nazionale zambiana.

## Carriera

### Club
Chaiwa è cresciuto nel settore giovanile di Shamuel Academy e Atletico Lusaka in Zambia. Nel giugno 2021 è stato acquistato dallo Young Boys con cui ha firmato un contratto quadriennale. Ha debuttato il 21 luglio nell'incontro di qualificazione per la UEFA Europa Conference League vinto per 1-0 contro il Liepāja.

### Nazionale
Ha debuttato con la nazionale zambiana il 18 marzo 2022 nell'amichevole persa per 3-1 contro l'Iraq. Il 29 dicembre 2023 è stato incluso nella lista finale dei convocati per la Coppa d'Africa 2023.

## Statistiche

### Presenze e reti nei club
Statistiche aggiornate al 17 aprile 2025.
| Stagione             | Squadra              | Campionato           | Campionato | Campionato | Coppe nazionali | Coppe nazionali | Coppe nazionali | Coppe continentali | Coppe continentali | Coppe continentali | Altre coppe | Altre coppe | Altre coppe | Totale | Totale | Totale |
| Stagione             | Squadra              | Comp                 | Pres       | Reti       | Comp            | Pres            | Reti            | Comp               | Pres               | Reti               | Comp        | Pres        | Reti        | Pres   | Reti   |        |
| -------------------- | -------------------- | -------------------- | ---------- | ---------- | --------------- | --------------- | --------------- | ------------------ | ------------------ | ------------------ | ----------- | ----------- | ----------- | ------ | ------ | ------ |
| 2022-2023            | Young Boys II        | PL                   | 11         | 0          |                 | -               | -               |                    | -                  | -                  |             | -           | -           | 11     | 0      |        |
| 2023-2024            | Young Boys II        | PL                   | 8          | 0          |                 | -               | -               |                    | -                  | -                  |             | -           | -           | 8      | 0      |        |
| 2024-2025            | Young Boys II        | PL                   | 4          | 0          |                 | -               | -               |                    | -                  | -                  |             | -           | -           | 4      | 0      |        |
| Totale Young Boys II | Totale Young Boys II | Totale Young Boys II | 23         | 0          |                 | -               | -               |                    | -                  | -                  |             | -           | -           | 23     | 0      |        |
| 2022-2023            | Young Boys           | SL                   | 6          | 0          | CS              | 2               | 1               | UECL               | 3                  | 0                  |             | -           | -           | 11     | 1      |        |
| 2023-feb. 2024       | Young Boys           | SL                   | 3          | 0          | CS              | 1               | 0               | UCL                | 4                  | 0                  |             | -           | -           | 8      | 0      |        |
| feb.-giu. 2024       | Sciaffusa            | CL                   | 14         | 0          |                 | -               | -               |                    |                    | -                  |             | -           | -           | 14     | 0      |        |
| 2024-2025            | Young Boys           | SL                   | 9          | 0          | CS              | 1               | 0               | UCL                | 3                  | 0                  |             | -           | -           | 13     | 0      |        |
| Totale Young Boys    | Totale Young Boys    | Totale Young Boys    | 18         | 0          |                 | 4               | 1               |                    | 10                 | 0                  |             | -           | -           | 32     | 1      |        |
| Totale carriera      | Totale carriera      | Totale carriera      | 55         | 0          |                 | 4               | 1               |                    | 10                 | 0                  |             | -           | -           | 69     | 1      |        |

### Cronologia presenze e reti in nazionale
| Cronologia completa delle presenze e delle reti in nazionale ― Zambia | Cronologia completa delle presenze e delle reti in nazionale ― Zambia | Cronologia completa delle presenze e delle reti in nazionale ― Zambia | Cronologia completa delle presenze e delle reti in nazionale ― Zambia | Cronologia completa delle presenze e delle reti in nazionale ― Zambia | Cronologia completa delle presenze e delle reti in nazionale ― Zambia | Cronologia completa delle presenze e delle reti in nazionale ― Zambia | Cronologia completa delle presenze e delle reti in nazionale ― Zambia |
| Data                                                                  | Città                                                                 | In casa                                                               | Risultato                                                             | Ospiti                                                                | Competizione                                                          | Reti                                                                  | Note                                                                  |
| --------------------------------------------------------------------- | --------------------------------------------------------------------- | --------------------------------------------------------------------- | --------------------------------------------------------------------- | --------------------------------------------------------------------- | --------------------------------------------------------------------- | --------------------------------------------------------------------- | --------------------------------------------------------------------- |
| 18-3-2022                                                             | Baghdad                                                               | Iraq                                                                  | 3 – 1                                                                 | Zambia                                                                | Amichevole                                                            | -                                                                     |                                                                       |
| 23-9-2022                                                             | Bamako                                                                | Mali                                                                  | 1 – 0                                                                 | Zambia                                                                | Amichevole                                                            | -                                                                     |                                                                       |
| 26-9-2022                                                             | Bamako                                                                | Mali                                                                  | 0 – 0                                                                 | Zambia                                                                | Amichevole                                                            | -                                                                     |                                                                       |
| 9-1-2024                                                              | Gedda                                                                 | Zambia                                                                | 1 – 1                                                                 | Camerun                                                               | Amichevole                                                            | -                                                                     | 59’                                                                   |
| 21-1-2024                                                             | San-Pédro                                                             | Zambia                                                                | 1 – 1                                                                 | Tanzania                                                              | Coppa d'Africa 2023 - 1º turno                                        | -                                                                     | 87’                                                                   |
| 24-1-2024                                                             | San-Pédro                                                             | Zambia                                                                | 0 – 1                                                                 | Marocco                                                               | Coppa d'Africa 2023 - 1º turno                                        | -                                                                     |                                                                       |
| 23-3-2024                                                             | Lilongwe                                                              | Zambia                                                                | 2 – 2 (5 – 6 dtr)                                                     | Zimbabwe                                                              | Amichevole                                                            | -                                                                     |                                                                       |
| 26-3-2024                                                             | Lilongwe                                                              | Malawi                                                                | 1 – 2                                                                 | Zambia                                                                | Amichevole                                                            | -                                                                     |                                                                       |
| 7-6-2024                                                              | Agadir                                                                | Marocco                                                               | 2 – 1                                                                 | Zambia                                                                | Qual. Mondiali 2026                                                   | -                                                                     |                                                                       |
| 11-6-2024                                                             | Ndola                                                                 | Zambia                                                                | 0 – 1                                                                 | Tanzania                                                              | Qual. Mondiali 2026                                                   | -                                                                     |                                                                       |
| 6-9-2024                                                              | Bouaké                                                                | Costa d'Avorio                                                        | 2 – 0                                                                 | Zambia                                                                | Qual. Coppa d'Africa 2025                                             | -                                                                     |                                                                       |
| 10-9-2024                                                             | Ndola                                                                 | Zambia                                                                | 3 – 2                                                                 | Sierra Leone                                                          | Qual. Coppa d'Africa 2025                                             | -                                                                     | 30’                                                                   |
| 11-10-2024                                                            | Ndola                                                                 | Zambia                                                                | 0 – 0                                                                 | Ciad                                                                  | Qual. Coppa d'Africa 2025                                             | -                                                                     | 26’                                                                   |
| Totale                                                                |                                                                       | Presenze                                                              | 13                                                                    |                                                                       | Reti                                                                  | 0                                                                     |                                                                       |

## Palmarès

### Club

#### Competizioni nazionali
- Campionato svizzero: 2

Young Boys: 2022-2023, 2023-2024
- Coppa Svizzera: 1

Young Boys: 2022-2023